# Hysteromastax surinama
Hysteromastax surinama är en insektsart som först beskrevs av Burr 1899.  Hysteromastax surinama ingår i släktet Hysteromastax och familjen Eumastacidae. Inga underarter finns listade i Catalogue of Life.